# 389 (tal)
389 är det naturliga talet som följer 388 och som följs av 390.

## Inom vetenskapen
- 389 Industria, en asteroid.

## Inom matematiken
- 389 är ett udda tal
- 389 är ett primtal
- 389 är ett defekt tal
- 389 är ett latmirp